# Olszyny (gromada w powiecie szczycieńskim)
Olszyny – dawna gromada, czyli najmniejsza jednostka podziału terytorialnego Polskiej Rzeczypospolitej Ludowej w latach 1954–1972.
Gromady, z gromadzkimi radami narodowymi (GRN) jako organami władzy najniższego stopnia na wsi, funkcjonowały od reformy reorganizującej administrację wiejską przeprowadzonej jesienią 1954 do momentu ich zniesienia z dniem 1 stycznia 1973, tym samym wypierając organizację gminną w latach 1954–1972.
Gromadę Olszyny z siedzibą GRN w Olszynach utworzono – jako jedną z 8759 gromad na obszarze Polski – w powiecie szczycieńskim w woj. olsztyńskim na mocy uchwały nr 27 WRN w Olsztynie z dnia 4 października 1954. W skład jednostki wszedł obszar dotychczasowej gromady Olszyny ze zniesionej gminy Szczytno oraz obszar dotychczasowej gromady Jerutki ze zniesionej gminy Świętajno w tymże powiecie. Dla gromady ustalono 9 członków gromadzkiej rady narodowej.
1 stycznia 1958 do gromady Olszyny włączono wsie Jeruty, Chajdyce i Brel ze zniesionej gromady Jeruty w tymże powiecie.
Gromadę zniesiono 1 stycznia 1960, a jej obszar włączono do gromad Szczytno (wieś Olszyny i leśniczówkę Wikno) i Świętajno (wsie Jerutki, Chajdyce i Jeruty) w tymże powiecie.